# Julius van de Sande Bakhuyzen

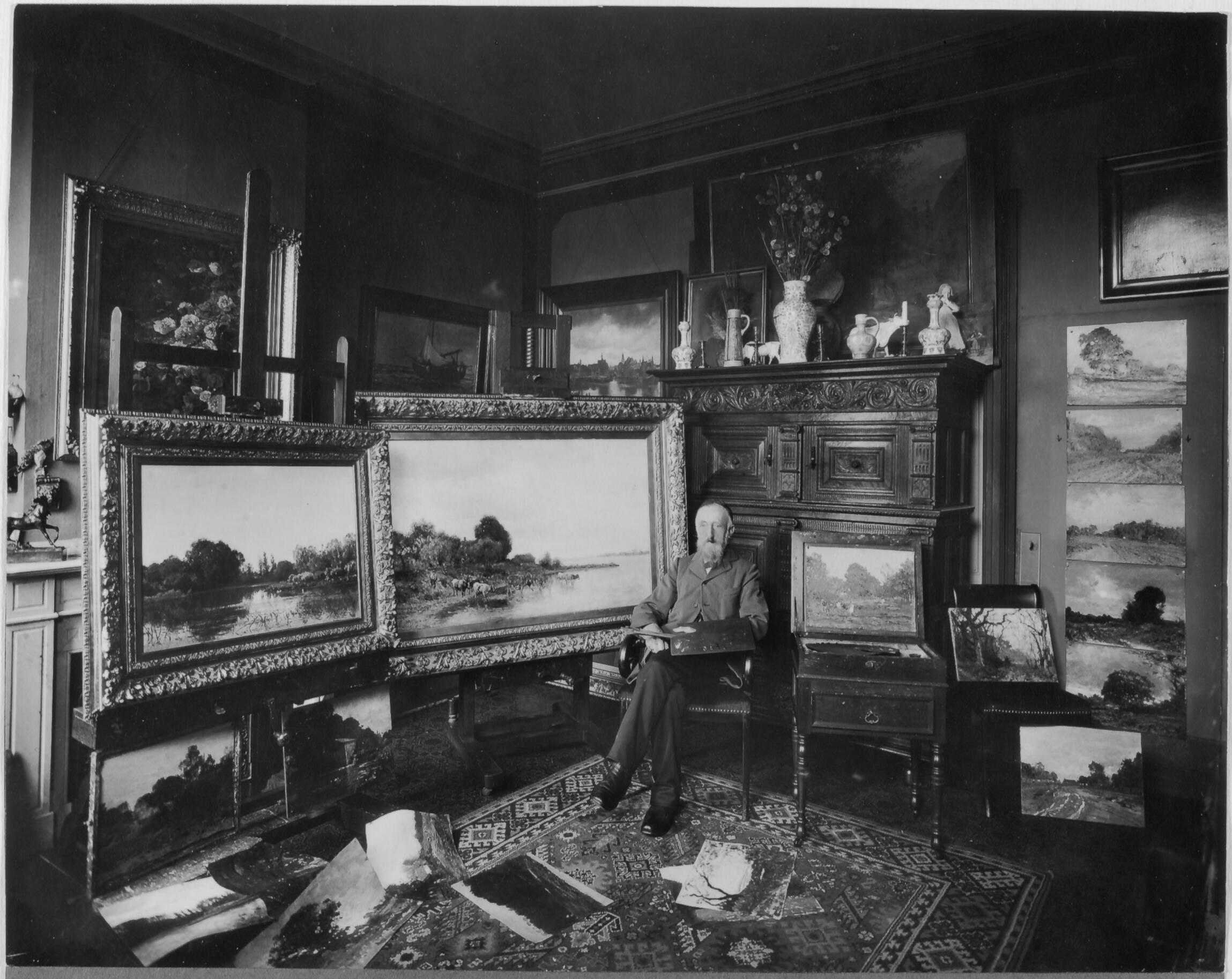
Julius van de Sande Bakhuyzen in seinem Atelier, Foto von Sigmund Löw, 1903

Julius Jacobus van de Sande Bakhuyzen, auch Bakhuijzen (* 18. Juni 1835 in Den Haag, Niederlande; † 21. Oktober 1925 ebenda), war ein niederländischer Landschaftsmaler, Radierer und Aquarellist. Er zählt zur Zweiten Generation der Haager Schule.

## Leben

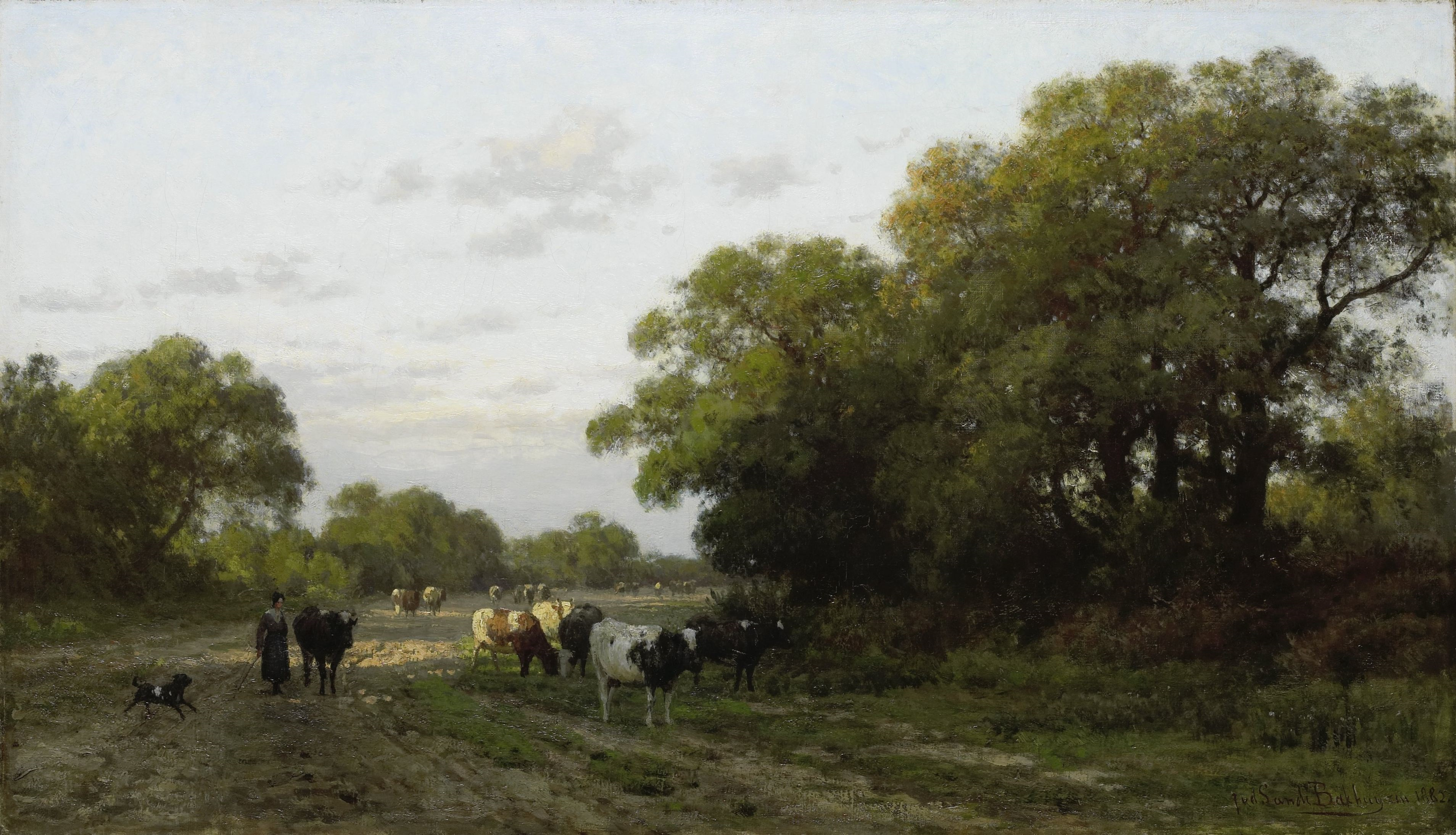
Landschaft in Drente, 1882, Rijksmuseum Amsterdam

Van de Sande Bakhuyzen war ein Sohn des Malers Hendrik van de Sande Bakhuyzen und dessen Ehefrau Sophie Wilhelmina Kiehl (1804–1881). Wie seine Schwester Gerardina (1826–1895), die später eine Stilllebenmalerin wurde, erhielt er ersten Malunterricht bei seinem Vater. Nach der Schule studierte er an der Kunstakademie Den Haag bei Jacobus Everhardus Josephus van den Berg. 
Außerdem studierte er 1866 – zusammen mit seinem Freund Philip Sadée – für ein halbes Jahr in Düsseldorf, damals Zentrum der Düsseldorfer Malerschule. Anschließend ließ er sich in seiner Vaterstadt nieder. Mit dem Gemälde De Vijver in het Haagse bos (Der Teich im Haager Busch) gewann er 1871 auf einer Ausstellung in Amsterdam die große königliche Medaille. Mit Jan Weissenbruch und Willem Roelofs zog er regelmäßig für einige Monate aufs Land, um Naturstudien zu betreiben. Ab 1875 verbrachte er die Sommermonate in der von Heidelandschaften geprägten Provinz Drenthe (Gieten, Eext, Borger, Drouwen, Rolde, Zweeloo, Aalden, Wezup, Hooghalen, ab 1896 Exloo), oft zusammen mit seiner Schwester Gerardina. Diese Region betrachtete er als eine Art Freilichtmuseum und die Künstler und Historiker als dessen Konservatoren.
1898 heiratete er in Den Haag Susanna Charlotta Alessa Sadée (1835–1903). Van de Sande Bakhuyzen war Mitglied verschiedener Künstlervereinigungen, darunter Arti et Amicitiae und Pulchri Studio.